# Anna Notaras
Anna Notaras  (griechisch Ἄννα Νοταρᾶ Anna Notara, * vor 1453; † 8. Juli 1507 in Venedig) war eine Tochter des letzten oströmischen Megas Doux Loukas Notaras. Nach dem Fall von Konstantinopel unterstützte sie die griechische Exilgemeinde in Italien und war als Mäzenin für die Sammlung und den Druck liturgischer und antiker griechischer Schriften in Venedig tätig.

## Leben
Anna Notaras wurde als Tochter von Loukas Notaras, letzter Megas Doux des Oströmischen Reichs, geboren. Sie und ihre beiden Schwestern waren bereits vor dem Fall von Konstantinopel im Jahr 1453 von ihrem Vater nach Italien in Sicherheit gebracht worden. Notaras, der als hoher byzantinischer Beamter enge Kontakte zu Bankhäusern in Genua und Venedig unterhielt, hatte dort einen großen Teil seines Vermögens angelegt, so dass die drei Frauen in Italien finanziell unabhängig waren. Notaras selbst und seine restliche Familie, ausgenommen der jüngste Sohn Isaac, auch genannt Jacob (* 1439), an dem der Sultan Gefallen gefunden und den er in seinen Serail aufgenommen hatte, kamen in den Massakern nach der Eroberung Konstantinopels um.
Erst um 1460 soll Isaac aus Adrianapolis entkommen und nach Italien geflohen sein, wo er seine drei Schwestern wiedertraf.
1472 erwarben Isaac und Anna Notaras von Siena das Castello di Montauto und Land in den Maremmen, wo sich nach ihren Plänen 100 griechische Familien niederlassen und sich weitgehend selbst verwalten sollten.
Das Projekt schlug fehl, und Anna ging 1475 nach Venedig, wo sich bereits seit einiger Zeit ihre Nichte Eudokia Kantakuzena aufhielt.
Anna weigerte sich, eine römisch-katholische Kirche zu besuchen, und setzte sich dafür ein, dass der Senat der griechischen Gemeinde Venedigs eine eigene Kirche gestattete.  Am 8. Juni 1475 erhielt sie zunächst vom Rat der Zehn die Erlaubnis, in ihrem Haus ein Oratorium einzurichten, in dem die Liturgie nach griechischem Ritus gefeiert werden durfte. 1494 erteilte der Senat auf ihr Betreiben hin der griechischen Gemeinde Venedigs die Erlaubnis, eine Bruderschaft zu gründen.
Anna Notaras hatte diverse liturgische Texte in ihrem Besitz und erwarb zusätzlich in Venedig griechische Handschriften. Venedig war damals das unbestrittene Zentrum des europäischen Buchdrucks. Anna Notaras förderte eine eigene Druckerei, die nur Texte in griechischer Sprache herausgab. Das kostspieligste Unternehmen der Offizin Kallierges, die insgesamt nur wenige Bücher herausbrachte, war die Herausgabe des Etymologicum magnum im Jahr 1499. Finanziert wurde der Druck dieses umfangreichen griechischen Wörterbuchs durch Anna Notaras, beteiligt waren ihr Verwalter Nikolaos Vlastos, der humanistische Gelehrte Marcus Musurus und der Drucker und Typograf Zacharias Kallierges, der auch die Schrifttypen entwarf. Der venezianische Buchdrucker Aldus Manutius hatte durch Kardinal Bessarions Stiftung seiner Bibliothek an die Serenissima zwar eine fast unerschöpfliche Grundlage für die Edition von klassischen Texten in griechischer Sprache zur Verfügung, griechische Drucktypen waren jedoch zu dieser Zeit von mangelhafter Qualität. Manutius und andere Drucker in Italien übernahmen in der Folge Kallierges' Typen.
Anna Notaras ist in hohem Alter in Venedig verstorben, ihr Grab ist nicht bekannt.